# Степненский сельский совет (Запорожский район)
Степненский сельский совет (укр. Степненська сільська рада) — входит в состав
Запорожского района
Запорожской области
Украины.
Административный центр сельского совета находится в 
с. Степное.

## Населённые пункты совета
- с. Степное
- пос. Растущее
- с. Шевченковское